# Поля смерті

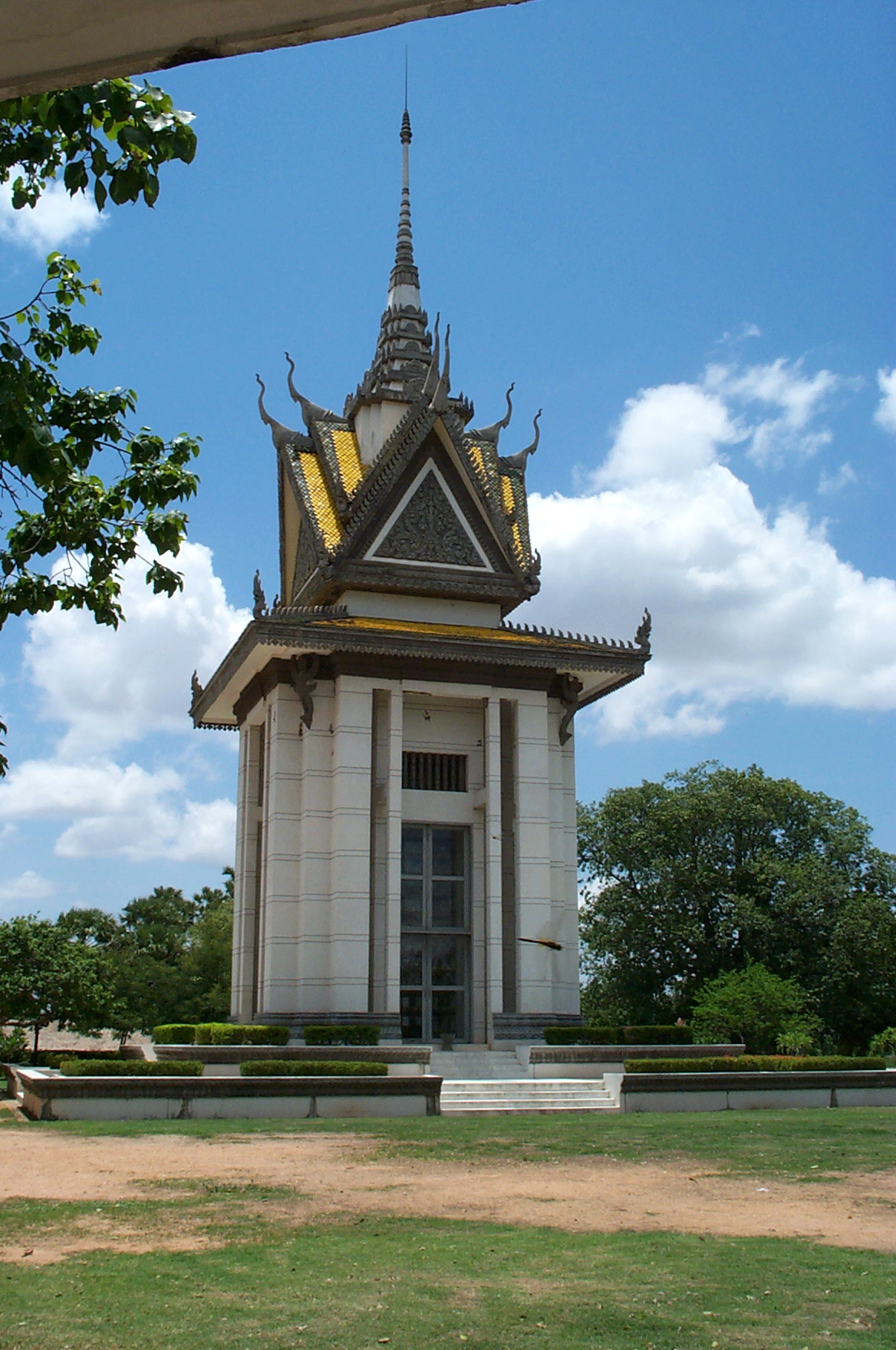
Меморіальна ступа на полі смерті Чонґ-Ек

Поля смерті (кхмер. វាលពិឃាត, ʋiəl pikʰiət) — місця масових поховань жертв комуністичного режиму Червоних кхмерів у Камбоджі, де покояться останки щонайменше 1,3 млн осіб.
Найвідомішим «полем смерті» є ділянка Чоенґ-Ек, де поховані тіла страчених ув'язнених з міста Пномпень.